# Друга Фітна
Друга фітна була періодом політичного та військового безладу та громадянської війни в ісламському світі в часи раннього халіфату Омеядів. Друга фітна почалася після смерті першого омеядського халіфа Муавії у 680 році і тривала близько дванадцяти років. Війна включала придушення двох викликів династії Омеядів, перший з боку Хусейна ібн Алі, а також його прихильників, включаючи Сулеймана ібн Сурада та Мухтара аль-Такафі, які об'єдналися для помсти в Іраку, а другий з боку Абдаллаха ібн аз-Зубейра.
Причину громадянської війни можна відстежити ще від Першої Фітни. Після вбивства третього халіфа Османа ісламський світ пережив свою першу громадянську війну за лідерство, головними суперниками в якій були Алі та Муавія. Після вбивства Алі в 661 році і зречення його сина Хасана того ж року Муавія став одноосібним правителем халіфату. Безпрецедентний крок Муавії щодо висунення спадкоємцем свого сина Язида викликав опозицію, і напруга різко зросла після смерті Муавії. Хусейн ібн Алі був запрошений прихильниками Алідів з Куфи повалити Омеядів, але був убитий разом зі своєю невеликою армією на шляху до Куфи в битві при Кербелі в жовтні 680 року. Армія Язида напала на антиурядових повстанців у Медині в серпні 683 року, а потім Язид взяв в облогу Мекку, де закріпився Ібн аз-Зубейр. Після смерті Язида в листопаді облога була знята, і Омеяди втратили владу в усьому халіфаті, за винятком деяких частин Сирії; більшість провінцій визнали Ібн аз-Зубейра халіфом. Низка проалідських рухів, які вимагали помсти за смерть Хусейна, виникла в Куфі, починаючи з руху покаяників Ібн Сурада, який був розгромлений Омеядами в битві при Айн аль-Варда в січні 685 року. Потім Куфу захопив Мухтар. Хоча його сили розбили велику армію Омеядів у битві при Хазірі в серпні 686 року, Мухтар і його прибічники були вбиті Зубейридами в квітні 687 року після серії битв. Під керівництвом Абд аль-Маліка ібн Марвана Омеяди відновили контроль над халіфатом після перемоги над Зубайридами в битві при Маскіні в Іраку та вбивства Ібн аз-Зубейра під час облоги Мекки в 692 році.
Абд аль-Малік провів ключові реформи в адміністративній структурі халіфату, включаючи посилення влади халіфа, реструктуризацію армії, арабізацію та ісламізацію бюрократії. Події Другої Фітни посилили сектантські тенденції в ісламі, і різні доктрини виникли межах того, що пізніше стане сунітськими і шиїтськими течіями ісламу.